# Нихат Зейбекчи
Нихат Зейбекчи (на турски: Nihat Zeybekçi) е турски икономист и политик от Партията на справедливостта и развитието. Министър на икономиката на Турция в периодите 2013 – 2015 и 2016 – 2018 г.

## Биографии
Роден е на 1 януари 1961 г. в село Пънарлар, вилает Денизли.
По време на протестите срещу правителството на Реджеп Таип Ердоган през 2013 г. е назначен за министър на икономиката.
На проведените през 2019 г. местни избори в Турция е кандидат от Партията на справедливостта и развитието за кмет на Измир, получава 38,69 % от гласувалите. Губи от кандидата на Републиканската народна партия Тунч Сойер, който получава 58,10 %.